# 逃出魔幻紀
是一部1995年美國奇幻喜劇電影，改編自克里斯·凡·艾斯伯格的同名暢銷童書，由喬·約翰斯頓執導，羅賓·威廉斯、邦妮·亨特、姬絲汀·登絲和布萊德利·皮爾斯主演。
2017年的《野蠻遊戲：瘋狂叢林》和2019年的《野蠻遊戲：全面晉級》為此電影的續作。2005年的《迷走星球》為《野蠻遊戲》之外傳。

## 故事
這並不是一般的棋盤遊戲，體驗前所未有的冒險，像是家中出現獅子、猴子、叢林裡各式各樣的生物，甚至是把玩家傳送到未知的非洲叢林。參與者的代價是遊戲開始便要走畢全程才能離開。 
1969年，12歲的亞倫與莎拉在偶然機會下參與了這個亡命的棋盤遊戲，怪事發生，亞倫被攝進魔幻世界中，突然人間蒸發。26年後（1995年），茱蒂與彼得這對姊弟跟著姑姑搬到亞倫的舊居，意外地將亞倫在棋中世界釋放出來。同時棋裡的原始猛獸亦一併來到人類世界並進行破壞。拯救世界的方法便是找回莎拉，完成當年未下完的棋⋯⋯

## 演員
| 演員                                | 角色                                    | 配音   | 配音     |
| 演員                                | 角色                                    | 普通話 | 粵語     |
| 羅賓·威廉斯 Robin Williams †        | 亞倫·帕里許 Alan Parrish 主角           | 徐涛   | 張炳強   |
| 寶妮·杭特 Bonnie Hunt               | 莎拉·韋托 Sarah Whittle                 |        | 盧素娟 † |
| 姬絲汀·登絲 Kirsten Dunst           | 茱迪·夏波德 Judy Shepherd               |        | 鄭麗麗   |
| 布萊德利·皮爾斯 Bradley Pierce      | 彼得·夏波德 Peter Shepherd              |        | 黃麗芳   |
| 乔纳森·海德 Jonathan Hyde           | 山姆·帕里許 Sam Parrish / 豹王 Van Pelt | 徐小青 | 盧國權   |
| 大衛·瓦倫·基亞 David Alan Grier     | 卡爾·班特利 Carl Bentley                | 孫宏亮 | 林保全 † |
| 毕比·诺维尔什 Bebe Neuwirth         | 諾菈·夏波德 Nora Shepherd               |        | 陸惠玲   |
| 派翠西娅·克拉克森 Patricia Clarkson | 卡蘿安·帕里許 Carol-Anne Parrish        |        | 雷碧娜   |
| 亞當·漢恩-柏德 Adam Hann-Byrd       | 小艾倫 Young Alan Parrish               |        | 陸惠玲   |
| 蘿拉·貝爾·邦蒂 Laura Bell Bundy     | 小莎拉 Young Sarah Whittle              |        |          |

## 製作
主體拍攝於1994年11月14日開始，於新英格蘭和不列颠哥伦比亚省進行製作。

## 評價
爛番茄根據38條評論，本片獲得55%的新鮮度，平均得分6/10，觀眾投票獲得62%的分數，平均得分為3.5/5。在Metacritic上，電影獲得39分。

## 續集
2015年8月5日，索尼影視娛樂宣布將重拍《野蠻遊戲》，原定於2016年12月25日在美國上映。這消息起初在網路上獲得的迴響並不佳，尤其原主角羅賓·威廉斯已過世。
由巨石強森、凱文·哈特、傑克·布萊克、尼克·強納斯與凱倫·吉蘭主演。巨石強森證實了電影並不是重啟而是正宗續集，並先於夏威夷開拍。後來，電影正式定檔於2017年12月20日在美國上映。

## 相關媒體
- 《逃出魔幻紀（英语：Jumanji (TV series)）》：於1996年至1999年間播出的電視動畫。

## 外部連結
- 互联网电影数据库（IMDb）上《逃出魔幻紀》的资料（英文）
- Box Office Mojo上《逃出魔幻紀》的資料（英文）
- AllMovie上《逃出魔幻紀》的资料（英文）
- 爛番茄上《逃出魔幻紀》的資料（英文）
- Metacritic上《逃出魔幻紀》的資料（英文）
- 開眼電影網上《逃出魔幻紀》的資料（繁體中文）
- 时光网上《逃出魔幻紀》的資料（简体中文）
- 豆瓣电影上《逃出魔幻紀》的資料 （简体中文）